# Benjamin Le Montagner
Benjamin Le Montagner (Léhon, 16 juni 1988) is een Frans wielrenner.
Le Montagner reed sinds 2007 bij diverse amateurploegen en werd in 2013 prof bij Bretagne-Séché Environnement. Na twee seizoenen zonder overwinningen keerde hij in 2015 terug naar de amateurs.
Zijn jongere broer Maxime was tussen 2012 en 2013 eveneens professioneel wielrenner.

## Belangrijkste overwinningen
2012
- 1e etappe Ronde van Bretagne

Bideau · Corbel · Delpech · Dion · Duret · Fonseca · Gérard · Guillou · Jarrier · Koretzky · Laengen · Le Montagner · Lequatre · Malacarne · Périchon · Sepúlveda · Vachon · Kudus (stagiair) · Seigneur (stagiair)
Bideau · Corbel · Delaplace · B. Feillu · R. Feillu · Fonseca · Gérard · Guillou · Jarrier · Koretzky · Laborie · Laengen · Le Montagner · Périchon · Sepúlveda · Vachon · Bonnamour (stagiair) · Journiaux (stagiair) · Ledanois (stagiair)